# Imoh Ezekiel
Pour les articles homonymes, voir Ezekiel.
Imoh Ezekiel, né le 24 octobre 1993 à Lagos, est un footballeur international nigérian qui évolue au poste d'attaquant, il est actuellement sans club.

## Biographie
Imoh Ezekiel commence sa carrière avec les équipes de jeunes du Lion FC. Il est recruté en 2012 par le Standard de Liège. Le 19 février 2012, Imoh fait ses débuts en équipe première, sous la direction de l'entraîneur José Riga, lors d'un déplacement à Zulte Waregem.
Il inscrit son premier but en match officiel pour le Standard le 6 mai 2012 en championnat contre Genk. Le 18 décembre 2012, il prolonge son contrat de deux ans. Il est alors lié au club liégeois jusqu'en 2017.
Le 9 mars 2013, lors de la 29e journée de la phase classique de championnat, il inscrit le premier but face à l'OHL, au bout de seulement 13 secondes de jeu. C'est le but le plus rapide de la compétition cette saison-là.
Le 11 août 2013, lors de la troisième journée de championnat, il réitère son exploit d’inscrire le premier but du match, cette fois face au KRC Genk, à très exactement 10 secondes et 40 centièmes, ce qui en fait le véritable but le plus rapide de l'histoire du Championnat de Belgique.
Le 31 juillet 2014, il est transféré au club qatarien de Al-Arabi Sports Club. De ce fait, une naturalisation qatarie devient envisageable en vue de la coupe du monde 2022 au Qatar.
Lors du mercato hivernal 2014-2015 il est prêté à son ancien club le Standard Liège pour une durée de 6 mois sans option d'achat.
En juillet 2015, le RSC Anderlecht, club rival du Standard de Liège, officialise la venue d'Imoh Ezekiel.

## Palmarès
- Médaille de bronze aux Jeux olympiques d'été de 2016

## Statistiques
| Saison                | Club                     | Championnat           | Championnat | Championnat | Coupe(s) nationale(s) | Coupe(s) nationale(s) | Compétition(s) continentale(s) | Compétition(s) continentale(s) | Compétition(s) continentale(s) | Total | Total |
| Saison                | Club                     | Division              | M.          | B.          | M.                    | B.                    | Comp.                          | M.                             | B.                             | M.    | B.    |
| 2011-2012             | Standard de Liège        | Jupiler Pro League    | 7           | 1           | -                     | -                     | -                              | -                              | -                              | 7     | 1     |
| 2012-2013             | Standard de Liège        | Jupiler Pro League    | 33          | 16          | 1                     | 0                     | -                              | -                              | -                              | 34    | 16    |
| 2013-2014             | Standard de Liège        | Jupiler Pro League    | 39          | 12          | 2                     | 1                     | C3                             | 7                              | 2                              | 48    | 15    |
| 2014-2015             | Standard de Liège        | Jupiler Pro League    | 1           | 0           | -                     | -                     | C1                             | 1                              | 0                              | 2     | 0     |
| 2014-2015             | Al-Arabi Sports Club     | Qatar Stars League    | 14          | 6           | -                     | -                     | -                              | -                              | -                              | 14    | 6     |
| Sous-total            | Sous-total               | Sous-total            | 14          | 6           | -                     | -                     | -                              | -                              | -                              | 14    | 6     |
| 2014-2015             | Standard de Liège (prêt) | Jupiler Pro League    | 13          | 6           | -                     | -                     | -                              | -                              | -                              | 13    | 6     |
| Sous-total            | Sous-total               | Sous-total            | 93          | 35          | 3                     | 1                     | -                              | 8                              | 2                              | 104   | 38    |
| 2015-2016             | RSC Anderlecht (prêt)    | Jupiler Pro League    | 20          | 1           | 2                     | 1                     | C3                             | 7                              | 1                              | 29    | 3     |
| Sous-total            | Sous-total               | Sous-total            | 20          | 1           | 2                     | 1                     | -                              | 7                              | 1                              | 29    | 3     |
| Total sur la carrière | Total sur la carrière    | Total sur la carrière | 127         | 42          | 5                     | 2                     | -                              | 15                             | 3                              | 147   | 47    |